# Roxana Vulescu
Roxana Vulescu (n. 31 octombrie 1954, Ploiești, România) este o fostă atletă română, specializată în săritură în înălțime.

## Carieră
Sportiva s-a născut în 1954 la Ploiești. Este fiica lui Ion Vulescu⁠(it)[traduceți], polisportiv și component al echipei naționale de baschet. Roxana Vulescu a fost elevă la Liceul nr. 35 cu program de educație fizică din București și a fost pregătită de profesoara Elisabeta Stănescu. A devenit multiplă campioană națională și balcanică la juniori în proba de sărituri în înălțime. În anul 1972 a participat la Jocurile Olimpice de la München. Cu o săritură de 1,65 m nu a reușit să se califice în finală. Cea mai bună performanță a ei a fost o săritură de 1,83 m în 1974. Este maestră a sportului la atletism.